# Clase Benjamin Franklin
Los submarinos de la clase "Benjamin Franklin" fueron una serie de doce submarinos nucleares estratégicos estadounidenses de segunda generación. Fue la tercera versión de submarinos de misiles balísticos de la clase Lafayette, por lo cual en algunas referencias se encuentran englobados dentro de esta. Inicialmente los submarinos estaban armados con dieciséis misiles balísticos Polaris A3. A principios de la década de 1970, todos los barcos fueron reequipados con misiles Poseidón , y a principios de la década de 1980, seis barcos recibieron los misiles Trident-1. Junto con los submarinos de la clases George Washington, Ethan Allen, Lafayette y  James Madison en la década de 1960, la clase de submarinos Benjamin Franklin formó parte de una flota de 41 submarinos de la Armada de los Estados Unidos llamada "41 por la libertad",. la principal contribución de la Marina a la fuerza disuasoria nuclear hasta fines de los años ochenta. Los barcos fueron nombrados en honor a figuras prominentes en la historia de los Estados Unidos.

## Historial del proyecto
Estos buques fueron la tercera versión de los submarinos portadores de misiles clase Lafayette. De acuerdo con la clasificación de gestión de la Marina de los EE. UU. para la construcción naval, Bureau of Ships, se trató el borrador SCB 216 mod.2. Los submarinos de la serie fueron construidos de acuerdo con un diseño mejorado. Se utilizó la tecnología de recubrimiento de la instalación de la turbina y los mecanismos de las principales unidades de turboalimentación con material absorbente de sonido, lo que redujo la firma acústica del submarino. Para reducir el ruido, el diseño de los extremos se modificó ligeramente y se utilizó un nuevo diseño de hélice. Por lo demás, los submarinos de este tipo repitieron el diseño de la primera serie de barcos tipo Lafayette.
Inicialmente se planificaron 16 unidades de este tipo, sin embargo, antes de entrar en servicio el primer submarino de la clase, se canceló la construcción de los últimos cuatro de la lista. Construido en dos sub-series de seis barcos, los SSBN del 640 al 645 se ordenó en 1962, y los SSBN del 654 al 659 se ordenaron un año después y se construyeron con base en un diseño ligeramente modificado. La construcción se llevó a cabo entre 1962 a 1967 en los astilleros Electric Boat (siete unidades), Newport News (cuatro unidades) y Mare Island NSY (una unidad). El último barco de este tipo, el Will Rogers (SSBN-659) fue entregado a la flota el 1 de abril de 1967.

## Diseño
Los submarinos de la clase Benjamin Franklin se construyeron con el misil balístico Polaris A-3, y a principios de la década de 1970 se remodelaron para equipar el misil Poseidon C-3 . A fines de la década de 1970 y principios de la década de 1980, seis barcos se volvieron a modificaron para transportar el misil Trident I (C-4) , junto con seis barcos de la clase James Madison . Estos fueron el Benjamin Franklin, el Simon Bolivar, el George Bancroft, el Henry L. Stimson, el Francis Scott Key y el Mariano G. Vallejo.
Debido al naufragio del USS Thresher en abril de 1963, esta clase fue diseñada desde el principio para cumplir los estándares SUBSAFE y su equipo era similar a los submarinos de ataque rápido (SSN) de la clase Sturgeon. Los SSBN anteriores de EE. UU., excepto la clase George Washington que llevaba un equipamiento similar a la clase Skipjack, tenían equipos similares a los submarinos de ataque nuclear de la clase Thresher.
Esta clase se puede distinguir por la ubicación de los timones de profundidad a medio camino de la vela, mientras que en los Lafayette y los James Madison estaban situados en la parte delantera superior de la vela.
A principios de la década de 1990, para dar cabida a los submarinos de misiles balísticos de la clase Ohio dentro de los límites establecidos por el tratado de limitación de armas estratégicas SALT II, dos submarinos de esta clase, los Kamehameha y James K. Polk, se reconvirtieron en submarinos de ataque de operaciones especiales con capacidad para transportar hasta 66 SEAL u otras Fuerzas de Operaciones Especiales. Para lo cual los silos de misiles balísticos fueron desactivados y equipados con refugios de cubierta seca para acomodar los vehículos de transporte de los SEAL u otro equipo. Esos barcos fueron reclasificados como submarinos de ataque de operaciones especiales y recibieron símbolos de clasificación del casco de submarino de ataque (SSN).

## Tecnología

### Casco
El casco resistente está fabricado de acero HY-80 y se divide en 6 compartimentos de proa a popa:
- compartimento de torpedos
- compartimento de la tripulación
- sala de control
- compartimento de misiles
- compartimento del reactor
- maquinaria auxiliar y turbina

Las embarcaciones de esta clase pertenecen al tipo de casco combinado, al igual que las Lafayette. Existe un casco ligero en la zona del primer y quinto compartimento, al igual que en los extremos. El submarino tiene una superestructura desarrollada, que ocupa 2/3 de la longitud del casco. Detrás de la vela, y debajo de parte de la superestructura, se encuentra el compartimiento de misiles en el que se encuentran 16 silos, dispuestas en dos filas paralelas. Los silos se fijan en el casco resistente, y su parte superior entra en la superestructura. La numeración de los silos es la tradicional en los submarinos estadounidenses: desde proa hasta popa y los números impares en estribor y los pares en estribor. Los timones horizontales de proa están situados en la vela, pero esta clase se puede distinguir por la ubicación de los timones a medio camino de la vela mientras que en los Lafayette y James Madison están situados en la parte delantera superior de la vela. La disposición de los timones de proa en la vela reduce la interferencia en el casco a bordo y es tradicional para los submarinos nucleares estadounidenses. La popa cuenta con timones verticales y horizontales y una hélice de siete palas con un diámetro de 5 metros. Después de la modernización a principios de los años 80, parte de los barcos en lugar de un timón vertical estaba equipado con timones dobles ubicados en los timones de cola horizontales en la forma de la letra H

### Planta motriz
Los Benjamin Franklin estaba equipado con un reactor de agua a presión Westinghouse S5W. El núcleo del reactor fue diseñado para 5 años de operación continua hasta la recarga. Además, la central eléctrica principal incluía dos turbinas de vapor con una capacidad total de 15,000 H.P.. y dos turbogeneradores con una capacidad de 2500 kW cada uno. Disponía de un sistema de respaldo compuesto por generadores diésel y un motor eléctrico de propulsión de 600 H.P.

### Compartimento de misiles
El sistema de almacenamiento y lanzamiento de misiles instalado en el compartimento de misiles consta de lanzadores de silos, subsistema de eyección de misiles, subsistema de vigilancia y control de lanzamiento y equipos de carga. El eje es un cilindro de acero, rígidamente fijado en el casco de la embarcación. El eje está cerrado por una cubierta hidráulica por arriba. La cubierta proporciona sellado del eje y está diseñada para la misma presión que una carcasa duradera. Hay cuatro trampillas de control y puesta en servicio para las inspecciones. Un mecanismo de bloqueo especial proporciona protección contra la entrada no autorizada y controla la apertura de la tapa y las escotillas tecnológicas.
Una plataforma de eyección y equipo para suministrar una mezcla de gas y vapor están instalados dentro del silo. La plataforma de eyección está cubierta con una membrana para evitar que entre agua al abrir la tapa durante el arranque. La membrana tiene una forma abovedada y está hecha de resina fenólica reforzada con asbesto. Cuando se lanza un misil, con la ayuda de cargas explosivas perfiladas montadas en su lado interno, la membrana se destruye en la parte central y varias partes laterales. El sistema de control de fuego Mk 88 permite poner todos los misiles en un estado de preparación para el lanzamiento en 15 minutos. Durante la preparación previa al lanzamiento, el sistema calcula los datos de disparo, los manda al misil, realiza una verificación previa al lanzamiento y supervisa la preparación para el lanzamiento.
Antes del disparo en el silo se crea un exceso de presión. Se instala un generador de gas de polvo (PAD) en cada silo para formar una mezcla de gas y vapor. El gas, que sale del PAD, pasa a través de una cámara con agua, se enfría parcialmente y, al entrar en la parte inferior de la plataforma de eyección, empuja el misil con una aceleración del orden de 10 g. El misil sale del silo a una velocidad de aproximadamente 50 m / s. Cuando el misil sube, la membrana se rompe y el agua del mar comienza a fluir hacia el silo. La cubierta del eje se cierra automáticamente después de la salida del misil. El agua del silo se bombea a un tanque especial de reemplazo. Para mantener el submarino en una posición estable y a una profundidad dada, se controla el funcionamiento de los dispositivos de estabilización giroscópicos y la transferencia de agua de lastre.
El lanzamiento de misiles se puede realizar con un intervalo de 15 a 20 segundos desde una profundidad de 30 metros, con una velocidad del submarino de aproximadamente 5 nudos y olas del mar de hasta fuerza 6, mar muy gruesa. Todos los misiles se pueden disparar en una sola salva, aunque nunca se han realizado lanzamientos de prueba de todos. En los instantes iniciales el misil se mueve de forma no guiada en el agua y sale de la misma. Después de salir del agua, de acuerdo con la señal del sensor de aceleración, se enciende el motor de la primera etapa. Normalmente, el motor se enciende a una altitud de entre 10 a 30 metros sobre el nivel del mar.

## Armamento

### Armas estratégicas
Durante la construcción en todos los submarinos se instalaron 16 misiles Polaris A3. Asociados al sistema de control de fuego de misiles Mk 84 que hizo posible preparar los misiles en 15 minutos antes del el lanzamiento. Los misiles pueden lanzarse desde profundidades de hasta 30 metros a una velocidad de bote de hasta 5 nudos y olas de mar de hasta fuerza 6. El método de lanzamiento es bajo el agua desde silo seco.
Durante la primera gran carena, de noviembre de 1972 a septiembre de 1974, se reemplazó el núcleo del reactor, se remplazaron los misiles por los Poseidon C3 en todos los submarinos e incluido el nuevo sistema de control de misiles Mark 88..
Seis embarcaciones de este tipo: el USS Benjamin Franklin (SSBN-640),el USS Simon Bolivar (SSBN-641), el USS George Bancroft (SSBN-643), el USS Henry L. Stimson (SSBN-655), el USS Francis Scott Key (SSBN- 657) y el USS Mariano G. Vallejo (SSBN-658)) fueron re-equipados con misiles Trident 1-C4 . Se instaló el sistema de control de disparo Mark 84 mod. 2 con un sistema de navegación mejorado y equipo del NAVSTAR. El sistema permitió redirigir misiles balísticos a nuevos objetivos en el proceso de patrulla de combate. Desde el 2 de marzo de 1979 hasta el 26 de junio de 1981 el USS Simon Bolivar (SSBN-641) se convirtió en el primer barco de este tipo en ser rearmado con misiles Trident-1 en el astillero NSY de Portsmouth . Los submarinos modernizados se asignaron a la base de Kings Bay (Georgia, EE. UU.).

### Armas tácticas
Montaba cuatro tubos lanza-torpedos en proa Mark-65 de calibre 533 mm y un sistema de control de disparo de torpedos Mark 113 mod 9. Utilizamos torpedos tipo Mk14 / 16, Mk-27, Mk-37, Mk-45, Mk-48. En comparación con la clase Lafayette original la munición aumentó ligeramente. Dependiendo del tamaño de los tipos de torpedos puede disponer de 13 torpedos "largos", Mk-14, de 6.25 m  o Mk-45 y Mk-48 de 5.8 m, 14 "medianos", Mk-37 de 4 metros, o hasta 23 "cortos" Mk-27  de 3.2 m.

### Equipamiento electrónico y sensores
Inicialmente, la lista de equipos electrónicos e hidroacústicos incluía:
- sistema de gestión de misiles Mk 84
- sistema de control de disparo de torpedos Mk 113 Mod.9
- complejo sonar AN / BQQ-2 , que consiste en:
  - estación de sonar pasiva AN / BQR-2
  - estación de sonar pasivo para situar dirección AN / BQR-7
  - estación de sonar activa AN / BQS-4
  - navegación activa AN / BQR-19
  - complejo de comunicaciones submarinas AN / UQC-1
  - Antena de control de ruido AN / BQA-8
- estación de sonda AN / WLR-9A
- estación de radar AN / BPS-11A o AN / BPS-15
- Sistema de navegación SINS Mk 2 Mod.4,
- Sistema de comunicación por radio - antena de marco SDV AN / BRA-16
- Antena flotante de cable AS-1554 / BRR (antena KV-SV AN / BRA-9 , transceptor helicoidal AN / BRA-15 ).[11]

Entre 1971 y 1972, con la instalación los misiles Poseidon C3  los submarinos recibieron un nuevo sistema de control de disparo Mark 88.
De 1978 a 1982, en los 6 submarinos que recibieron los misiles Trident, se instaló un nuevo sistema de control de misiles mod Mark 88. 2 y el complejo de lanzamiento Mk24 mod.1. Además, se instalaron nuevas estaciones de sonda AN / BQR-15, se actualizó GAS AN / BQR-2 al nivel AN / BQR-21 y se instaló un nuevo ACS.
En el proceso de reparaciones en los años 80, el equipo se actualizó. Todos los submarinos recibieron una antena remolcada AN / BQR-15, una antena cilíndrica modernizada AN / BQR-4. Se ha instalado un equipo de procesamiento de señal digital que le permite rastrear simultáneamente hasta cinco objetivos. El sistema de navegación se ha agregado al equipo de origen de astrocorrección, mejorará la precisión del lanzamiento de misiles.

## Tripulación
La tripulación del submarino estaba formada por 145 personas, incluidos 13 oficiales. Cada submarino disponía de dos tripulaciones: "azul" y "oro", que alternaban el servicio. Los barcos tenían un ciclo de uso operativo de 100 días: 68 días para patrullas de combate y 32 días para reparaciones navales en la base.
A pesar del impresionante tamaño del submarino, dentro de los submarinos del tipo Benjamin Franklin estaba embarcada, según los estándares estadounidenses, mucha gente. Por lo tanto, para mejorar las condiciones de vida, los diseñadores trataron de maximizar el uso de todo el espacio libre. Los miembros ordinarios de la tripulación fueron acomodados en literas de tres niveles. Disponía de un departamento médico del tamaño de cuatro cabinas telefónicas. Si es necesario, se podía utilizar la cabina de un oficial para realizar operaciones médicas.

## Evaluación comparativa
Los submarinos del tipo Benjamin Franklin eran ligeramente diferentes de las dos primeras series de barcos tipo Lafayette: Lafayette y James Madison. Aunque los avances que se incluían en las nuevas clases se instalaban con posterioridad en las más antiguas. En total, se construyeron 31 barcos de tres series. Tuvieron éxito debido al uso de un enfoque sistemático para su diseño. A principios de la década de 1950, la Marina de los Estados Unidos creó la Oficina de Proyectos Especiales. Este departamento fue responsable de la gestión integral del desarrollo de las fuerzas nucleares estratégicas de Estados Unidos. Se desarrollaron requisitos tácticos y técnicos para misiles y submarinos, y se proporcionó la creación de la infraestructura básica, logística y mantenimiento necesarios. Los misiles fueron diseñados teniendo en cuenta las actualizaciones posteriores, con un diámetro aumentado y una plataforma de eyección reemplazable. Esto hizo posible llevar a cabo consistentemente en barcos el reemplazo de misiles Polaris A-3 con Poseidon S-3, y luego parcialmente con Trident I S-4.

### Con los modelos soviéticos
Debido a la estructura de casco prácticamente único, los barcos resultaron ser más pequeños que los submarinos de la segunda generación de la URSS. Lo mejor de los barcos estadounidenses fue el caso del ruido Los submarinos de la URSS estaban mejor adaptados para operar en el Ártico y portaban misiles con alcance intercontinental. Los misiles americanos Poseidon y Trident-1 tenían un alcance más corto, pero estaban equipados con una ojiva múltiple de guía independiente y un error más pequeño. Debido al enfoque integrado, en las condiciones de la infraestructura desarrollada y la buena organización de las patrullas de combate, los barcos estadounidenses fueron operados en los años 70 con coeficiente operativo de entre el 0.5 al 0.6, mientras que el soviético estaba entre el 0.17 al 0.24...

## Vida operativa

### Historial de servicio
Después de la puesta en servicio, los barcos llevaron el servicio de combate activo. Debido al corto alcance de los misiles Polaris A-3 (4600 km), los barcos patrullaron en los mares cercanos al territorio de la URSS. Los SSBN patrullaron desde bases navales:
- Apra (Guam, EE. UU.) Con patrullaje en el Mar de Filipinas ;
- Rota (Golfo de Cádiz, España), con patrullas en el mar Mediterráneo ;
- Charleston (Carolina del Sur, EE. UU.), Con patrullas en la región de Groenlandia.[12]

Con la instalación de misiles de mayor alcance, 5600 km para los Poseidón y 7400 km para los Trident 1, los SSBN de la base Rota pudieron ser transferidos a otras bases. Los submarinos con misiles Poseidón fueron enviados a la base naval de Charleston, y los SSBN armados con Trident 1 fueron enviados a la base naval de Kings Bay (Georgia, EE. UU.) Con una zona de patrulla en el área de las Bermudas.
Cada submarino estaba operado por dos tripulaciones: "azul" y "oro", que alternaban los servicios. Los submarinos tenían un ciclo de uso operativo de 100 días: 68 días para patrullas de combate y 32 días para reparaciones navales en la base. La gran carena se realizaron en promedio una vez cada 5 o 6 años. En el proceso, se reemplazaba el núcleo del reactor, así como, por regla general, se modernizaba el complejo de misiles y el equipo electrónico. Esto permitió en los años 60 asegurar una alta disponibilidad en el rango de 0.5-0.6. En 1967, los submarinos de la clase Benjamin Franklin, junto con los SSBN de otros tipos del grupo 41 por la libertad, establecieron un récord de permanecía en el mar. En total, los barcos pasaron 8.515 días en patrulla de combate..
Como resultado del tratado de reducción de armas START II y la puesta en servicio de nuevos SSBN de clase Ohio, en la década de 1990, los submarinos clase Benjamin Franklin comenzaron a ser retirados de la flota. Estuvieron en patrulla de combate hasta 1995. Dos submarinos, el Kamehameha (SSBN-642) y el James K Polk (SSBN-645), fueron modificados para apoyo a las fuerzas de operaciones especiales. Los trabajos comenzaron en marzo de 1994 y duraron 19 meses Los misiles fueron retirados, y los silos n.º 1 y n.º 2 fueron equipados con equipos de entrada para conectarse con módulos especiales de refugios de cubierta seca (DDS), que proporcionaron acceso para nadadores de combate. Estos dos barcos fueron reclasificados como submarinos de ataque, y recibieron los números SSN-642 y SSN-645, respectivamente. Siguieron en servicio incluso después de que los restantes submarinos  restantes de esta clase fueran retirados de la flota.
El SSN-642 Kamehameha fue el último de los 41 barcos Freedom excluido de la Marina de los EE. UU. Fue retirado de las listas de la flota el 2 de abril de 2002. El SSN-642 estableció un récord de la duración del servicio de un submarino nuclear en la Marina de los EE. UU.: 37 años.
El costo operativo anual de un submarino clase Benjamin Franklin en 1996 ascendía a 13 millones de dólares.

### Contribución al arsenal nuclear
En 1967, después de la puesta en servicio de los 41 por la Libertad con 656 misiles balísticos a bordo, el poder ofensivo de las Fuerzas de Disuasión Nuclear de los Estados Unidos aumentó significativamente. En términos del número de submarinos, el USNLN era solo un tercio de las fuerzas nucleares estratégicas terrestres y equiparaba a los bombarderos estratégicos 1,552 cabezas nucleares desplegadas en SSBN representaron el 40% del número total de cabezas nucleares estadounidenses. Gracias a su alta disponibilidad, más de la mitad de los SSBN estaban en constante disposición para lanzar sus misiles.
Hacia 1978, los SSBN de las tres series de los Lafayette fueron reequipados con misiles Poseidon C3, y los submarinos de las clases George Washington y Ethen Allen fueron equipados con misiles Polaris-AZT. En los submarinos se instalaron: 160 misiles Polaris-A3T, con 480 cabezas nucleares, 480 misiles Poseidon C3, potencialmente hasta 4800 cabezas nucleares, pero algunos misiles llevaban sólo 6 cabezas nucleares y 16 misiles Trident-1 C4 con 128 cabezas nucleares. Esto permitió a la Marina de los EE. UU. aumentara su potencial de combate a 5,328 cabezas nucleares, aumentando su contribución al arsenal nuclear de los EE. UU. al 50%. Desde ese momento, las Fuerzas Nucleares de los EE. UU. han encabezado el número de ojivas desplegadas en los submarinos.

## Miembros de la clase

### USS Benjamin Franklin SSBN-640
El USS Benjamin Franklin SSBN-640 es el cabeza de serie de los submarinos de la clase Benjamin Franklin de la Armada de los Estados Unidos y el único submarino que lleva el nombre del famoso estadista estadounidense Benjamin Franklin.
La quilla del Benjamin Franklin fue colocada el 25 de mayo de 1963 en el astillero Electric Boat en Groton, Connecticut y botado el 5 de diciembre de 1964, entró en servicio activo el 22 de octubre de 1965. Se modificó para lanzar el misil Trident C4. Se dio de baja el 23 de noviembre de 1993. Desguazado el 23 de noviembre de 1993. Eliminado a través del Programa de Reciclaje de Buques y Submarinos, 1995.

### USS Simon Bolivar (SSBN-641)
El USS Simon Bolivar (SSBN-641) fue el único buque de la Armada de los Estados Unidos que recibió el nombre de Simón Bolívar (1783-1830), héroe de los movimientos de independencia de las antiguas colonias españolas en América.
La quilla fue colocada el 17 de abril de 1963 en el astillero de Newport News en Newport News, Virginia y botado el 22 de agosto de 1964, entró en servicio activo el 29 de octubre de 1965. Se modificó para lanzar el misil Trident C4. Se dio de baja y desguazado el 24 de febrero de 1995. Eliminado a través del Programa de Reciclaje de Buques y Submarinos, 1995.

### USS Kamehameha (SSBN-642)
El USS Kamehameha (SSBN-642) (llamado Kamfish por su tripulación), fue el único buque de la Marina de los Estados Unidos que se nombrará en honor de Kamehameha I, el primer rey de Hawái (c. 1758- 1819). 
La quilla fue colocada 2 de mayo de 1963 en el astillero Electric Boat en Groton, Connecticut y botado el 16 de enero de 1965. Entró en servicio activo el 10 de diciembre de 1965. Más tarde se convirtió en un submarino de ataque y se volvió a designar como SSN-642. Dado de baja y desguazado el 2 de abril de 2002. Eliminado a través del Programa de Reciclaje de Buques y Submarinos, 2003.

### USS George Bancroft (SSBN-643)
El USS George Bancroft (SSBN-643) es cuarto buques de la Armada de los Estados Unidos nombrado en honor de George Bancroft, 17.º Secretario de la Armada de los Estados Unidos entre 1845 y 1846, fundador de la Academia Naval de Annapolis en 1845.
La quilla fue colocada 24 de agosto de 1963 en el astillero Electric Boat en Groton, Connecticut y botado el 20 de marzo de 1965. Entró en servicio activo el 22 de enero de 1966. Se modificó para lanzar el misil Trident C4. Dado de baja y desguazado el 21 de septiembre de 1993. Eliminado a través del Programa de Reciclaje de Buques y Submarinos, 1998.

### USS Lewis and Clark (SSBN-644)
El USS Lewis and Clark (SSBN-644) fue el primer buque en ser nombrado en honor de los exploradores Meriwether Lewis y William Clark, quienes dirigieron una expedición entre 1804 y 1805 con el objetivo de alcanzar el Pacífico desde la costa este de los Estados Unidos. 
La quilla fue colocada el 29 de julio de 1963 en el astillero de Newport News en Newport News, Virginia y botado el 21 de noviembre de 1964, entró en servicio activo el 22 de diciembre de 1965. Se dio de baja y enviado al desguace el 1 de agosto de 1992. Eliminado a través del Programa de Reciclaje de Buques y Submarinos, 1996.
Su vela y timón se exhiben en el Museo Naval y Marítimo Patriot's Point en Carolina del Sur.

### USS James K. Polk (SSBN-645)
El USS James K. Polk (SSBN-645) fue el segundo buque de la Armada de los Estados Unidos que recibió el nombre de James K. Polk (1795-1849), el undécimo presidente de los Estados Unidos (1845-1849).
La quilla fue colocada 23 de noviembre de 1963 en el astillero Electric Boat en Groton, Connecticut y botado el 22 de mayo de 1965. Entró en servicio activo el 16 de abril de 1966. Más tarde se convirtió en un submarino de ataque y se volvió a designar como SSN-645. Dado e baja y desguazado el 8 de julio de 1999. Eliminado a través del Programa de Reciclaje de Buques y Submarinos, 2000.

### USS George C. Marshall (SSBN-654)
El USS George C. Marshall (SSBN-654)  es el único buque de la Armada de los Estados Unidos nombrado en honor del General del ejército George C. Marshall (1880-1959), quien fue Secretario de Estado de los Estados Unidos de 1947 a 1949 y luego Secretario de Defensa de los Estados Unidos de 1950 a 1951. El lema del submarino es Patience, Not Weakness ( en español  : paciencia, no debilidad).
La quilla fue colocada el 2 de marzo de 1964 en el astillero de Newport News en Newport News, Virginia y botado el 21 de mayo de 1965, entró en servicio activo el 29 de abril de 1966. Se dio de baja y enviado al desguace el 24 de septiembre de 1992. Eliminado a través del Programa de Reciclaje de Buques y Submarinos, 1994.

### USS Henry L. Stimson (SSBN-655)
El USS Henry L. Stimson (SSBN-655) nombrado en honor de Henry Lewis Stimson, 45.º Secretario de Guerra de los Estados Unidos.
La quilla fue colocada 4 de abril de 1964 en el astillero Electric Boat en Groton, Connecticut y botado el 13 de noviembre de 1965. Entró en servicio activo el 20 de agosto de 1966. Se modificó para lanzar el misil Trident C4. Dado de baja y desguazado el 5 de mayo de 1993. Eliminado a través del Programa de Reciclaje de Buques y Submarinos, 1994.

### USS George Washington Carver (SSBN-656)
El USS George Washington Carver (SSBN-656) es el segundo buque de la Marina de los Estados Unidos nombrado en honor del botánico y agrónomo 
George Washington Carver.
La quilla fue colocada el 24 de agosto de 1964 en el astillero de Newport News en Newport News, Virginia y botado el 14 de agosto de 1965, entró en servicio activo el 15 de junio de 1966. Se dio de baja y enviado al desguace el 18 de marzo de 1993. Eliminado a través del Programa de Reciclaje de Buques y Submarinos, 1994.

### USS Francis Scott Key (SSBN-657)
El USS Francis Scott Key (SSBN-657)  el único buque nombrado en honor de Francis Scott Key, quien compuso el poema "The Defense of Fort McHenry", La defensa de Fort McHenry, cuyas letras se usan en el himno nacional de los Estados Unidos, "The Star-Spangled Banner".
La quilla fue colocada 5 de diciembre de 1964 en el astillero Electric Boat en Groton, Connecticut y botado el 23 de abril de 1965. Entró en servicio activo el 3 de diciembre de 1966. Se modificó para lanzar el misil Trident C4. Dado de baja el 2 de septiembre de 1993. Desguazado el 2 de septiembre de 1993. Eliminado a través del Programa de Reciclaje de Buques y Submarinos, 1995.

### USS Mariano G. Vallejo (SSBN-658)
El USS Mariano G. Vallejo (SSBN-658) recibe el nombre de Mariano Guadalupe Vallejo (1807-1890), un importante político californiano. El SSBN-658 es el único buque que honra su memoria.
La quilla fue colocada el 7 de julio de 1964 en el astillero naval de Mare Island en Vallejo, California y botado el 23 de octubre de 1965, entró en servicio activo el 16 de diciembre de 1966. Se modificó para lanzar el misil Trident C4. Se dio de baja y enviado al desguace el 9 de marzo de 1995. Eliminado a través del Programa de Reciclaje de Buques y Submarinos, 1995.

### USS Will Rogers (SSBN-659)
El USS Will Rogers (SSBN-659) el único buque de la Armada de los Estados Unidos nombrado en honor del humorista Will Rogers (1879-1935).
La quilla fue colocada 20 de marzo de 1965 en el astillero Electric Boat en Groton, Connecticut y botado el 21 de julio de 1966. Entró en servicio activo el 1 de abril de 1967. Dado de baja el 12 de abril de 1993. Desguazado el 12 de abril de 1993. Eliminado a través del Programa de Reciclaje de Buques y Submarinos, 1994.
Su vela se exhibe en el Museo Nacional de Ciencia e Historia Nuclear en Albuquerque.

### Tabla resumen[31]
| Nombre y número                     | Astillero                  | Imagen | Ordenado               | Empezado                | Botado                  | Entrada en servicio     | Retirado                 |
| ----------------------------------- | -------------------------- | ------ | ---------------------- | ----------------------- | ----------------------- | ----------------------- | ------------------------ |
| Benjamin Franklin (SSBN-640)        | Electric Boat              |        | 1 de noviembre de 1962 | 25 de mayo de 1963      | 5 de diciembre de 1964  | 22 de octubre de 1965   | 23 de noviembre de 1993  |
| Simon Bolivar (SSBN-641)            | Newport News               |        | 1 de noviembre de 1962 | 17 de abril de 1963     | 22 de agosto de 1964    | 29 de octubre de 1965   | 24 de febrero de 1995    |
| Kamehameha (SSBN-642)               | Electric Boat              |        | 31 de agosto de 1962   | 2 de mayo de 1963       | 16 de enero de 1965     | 10 de diciembre de 1965 | 2 de abril de 2002       |
| George Bancroft (SSBN-643)          | Electric Boat              |        | 1 de noviembre de 1962 | 24 de agosto de 1963    | 20 de marzo de 1965     | 22 de enero de 1966     | 21 de septiembre de 1993 |
| Lewis and Clark (SSBN-644)          | Newport News               |        | 1 de noviembre de 1962 | 29 de julio de 1963     | 21 de noviembre de 1964 | 22 de diciembre de 1965 | 1 de agosto de 1992      |
| James K Polk (SSBN-645)             | Electric Boat              |        | 1 de noviembre de 1962 | 23 de noviembre de 1963 | 22 de mayo de 1965      | 16 de abril de 1966     | 8 de enero de 1999       |
| George C Marshall (SSBN-654)        | Newport News               |        | 29 de julio de 1963    | 2 de marzo de 1964      | 21 de mayo de 1965      | 29 de abril de 1966     | 24 de septiembre de 1992 |
| Henry L Stimson (SSBN-655)          | Electric Boat              |        | 29 de julio de 1963    | 4 de abril de 1964      | 13 de noviembre de 1965 | 20 de agosto de 1966    | 5 de mayo de 1993        |
| George Washington Carver (SSBN-656) | Newport News               |        | 29 de julio de 1963    | 24 de agosto de 1964    | 14 de agosto de 1965    | 15 de julio de 1966     | 18 de marzo de 1993      |
| Francis Scott Key (SSBN-657)        | Electric Boat              |        | 29 de julio de 1963    | 5 de diciembre de 1964  | 23 de abril de 1965     | 3 de diciembre de 1966  | 2 de septiembre de 1993  |
| Mariano G Vallejo (SSBN-658)        | Mare Island Naval Shipyard |        | 29 de julio de 1963    | 7 de julio de 1964      | 23 de octubre de 1965   | 16 de diciembre de 1966 | 9 de marzo de 1995       |
| Will Rogers (SSBN-659)              | Electric Boat              |        | 29 de julio de 1963    | 20 de marzo de 1965     | 21 de julio de 1966     | 1 de abril de 1967      | 12 de abril de 1993      |